# Kati Kati
Kati Kati es una película de drama fantástico keniana de 2016 dirigida por Mbithi Masya. Es una coproducción de One Fine Day Films y Ginger Ink. En el Festival Internacional de Cine de Toronto 2016, ganó el Premio de la Federación Internacional de Críticos de Cine (FIPRESCI) por el programa Discovery. Fue seleccionada como la entrada de Kenia a la Mejor Película en Lengua Extranjera en los 90 Premios de la Academia, pero no fue nominada.

## Sinopsis
Sin ningún recuerdo de lo que sucedió antes, la joven Kaleche se encuentra en medio del desierto. Se dirige a Kati Kati, un albergue cercano, donde se encuentra con un variopinto grupo de residentes bajo el liderazgo de Thoma. Le informan que está muerta y no podrá salir de Kati Kati. Rápidamente se asimila al grupo y juntos disfrutan de las lujosas distracciones del lugar. Kaleche se da cuenta de que la vida después de la muerte no es solo diversión y juegos, todos los miembros del grupo parecen llevar una carga de su vida anterior. Mikey, un recién graduado y entusiasta del baloncesto con un historial de autolesiones, está luchando por dejar atrás a su madre. Cuando finalmente es capaz de dejarla ir, Mikey deja de existir en el albergue. Kaleche siente curiosidad por la ahora aparente posibilidad de transición. Cuestiona al solitario pintor King, ex sacerdote que murió en un ataque de venganza por violencia postelectoral y se entera de una extraña condición que hace que los residentes se vuelvan fríos, blancos y sin vida.
Cuando Kaleche le revela a Toma que su piel ha comenzado a blanquearse, se enfrenta a King, culpándolo por la condición de Kaleche y revelando que King fue asesinado porque dejó que sus propios feligreses murieran quemados fuera de su iglesia. Más tarde esa noche, Kaleche encuentra a King, afuera de su cabaña, quemando sus posesiones, su piel blanca de la cabeza a los pies y sus ojos ennegrecidos. Para su horror y sorpresa, King camina directamente hacia la oscuridad de la nada, dejando Kati Kati.
Desde la llegada de Kaleche, el afecto entre ella y Thoma había ido creciendo día a día, pero cuando ambos comparten un momento íntimo, éste llega a un abrupto final. Durante una sesión grupal, Grace le revela a Kaleche que Thoma siempre ha sabido quién es ella, ya que estuvieron casados en sus vidas anteriores. Kaleche se enfrenta a Thoma, quien revela que su gusto por la bebida lo llevó a un accidente automovilístico fatal. El resto de los residentes están desconcertados por la revelación de Thoma y creen que los ha estado reteniendo a todos. Arrastrado por el lugar por la multitud enojada, Thoma comienza a conformarse con su destino, creyendo que está más allá de la redención. Kaleche se abre paso entre la multitud y abraza a Thoma. Un acto de perdón tácito le permite a Thoma encontrar la paz y la transición.

## Elenco
- Kaleche: Nyokabi Gethaiga
- Thoma: Elsaphan Njora
- Mikey: Paul Ogola
- Rey: Peter King Mwania
- Gracia: Fidelis Nyambura Mukundi
- Anto: Brian Ogola
- Jojo: Mumbi Maina
- Brenda: Jane Muriki
- Bill: Samson Hassan
- Timo: Mugambi Nthiga
- Mamá de Mikey: Mary Gacheri
- Invitado 1: Paul Muye
- Invitado 2: Samuel Masha
- Invitado 3: Juma Kahindi
- Doppelgänger: Joseph 'Kashata' Mburu
- Director de coro: Samuel Kiarie

## Antecedentes
Tras el éxito del largometraje Soul Boy, One Fine Day Films y la productora con sede en Kenia Ginger Ink se asociaron con DW Akademie para diseñar una iniciativa de formación de dos módulos: One Fine Day Film Workshops. El primer módulo, una "mini escuela de cine" similar a un salón de clases, profundiza y amplía el conjunto de habilidades y el lenguaje cinematográfico de los cineastas africanos que ya están practicando. Amplía las perspectivas cinematográficas, la exposición y el vocabulario. Atesorar las historias africanas y querer que los cineastas talentosos del continente lleguen a un mayor número de espectadores es para lo que trabaja One Fine Day Films. En 2012, el segundo largometraje que salió de los talleres de cine de One Fine Day, Nairobi Half Life de Tosh Gitonga, fue la primera entrada de Kenia a los Oscar. Mbithi Masya de Kenia, exalumno de la clase 2010, fue seleccionada para coescribir y dirigir la próxima película KATI KATI. Andrew Mungai, también graduado de One Fine Day Film Workshops, fue elegido como director de fotografía. En cooperación con la Fundación Goehde, One Fine Day Films desarrolló un Taller de Música de Cine a partir del cual se compuso la música para la película. Los compositores kenianos fueron invitados a Colonia para ensayar la música junto con la Jungle Orchestre NRW.

## Premios y reconocimientos
En el Festival Internacional de Cine de Toronto 2016, ganó el Premio de la Federación Internacional de Críticos de Cine (FIPRESCI) por el programa Discovery. También recibió la Mención Especial del Premio New Voices / New Visions en el Festival Internacional de Palm Springs 2017 y The Filmpris (Premio de Cine) en el 19 ° Festival de Cine CinemAfrica en Estocolmo, Suecia. El director, Mbithi Masya, también recibió el premio The Emerging Filmmaker Award en el Festival Internacional de Cine de Minneapolis St. Paul 2017.